# Castelo de Perth
O Castelo de Perth (em inglês:  Perth Castle) foi um castelo do século VI localizado em Perth, Perth and Kinross, Escócia.

## História
Parte das ruínas mantiveram-se até 1860, sendo depois removidas.
A estrutura foi sitiada por Malcolm IV em 1160, tornando-se a residência dos Reis após a destruição do Palácio Real por uma inundação em 1210.